# 26397 Carolynsinow
26397 Carolynsinow este un asteroid din centura principală de asteroizi.

## Descriere
26397 Carolynsinow este un asteroid din centura principală de asteroizi. A fost descoperit pe 15 noiembrie 1999 la Socorro, New Mexico, în cadrul proiectului LINEAR. Asteroidul prezintă o orbită caracterizată de o semiaxă mare de 2,38 ua, o excentricitate de 0,17 și o înclinație de 4,2° în raport cu ecliptica.